# Batensteinbad
Het Batensteinbad is een zwembad in Woerden. Het wordt gebruikt voor zwemles en door zwemclubs. De eerdere verenigingen One Team Swimming en Zwemclub Woerden en zwemvereniging de Watervrienden. Sinds 2014 wordt het zwembad gebruikt door ZPC Woerden. In hetzelfde pand is ook een sportschool gevestigd die ook van het zwemwater gebruikmaakt.
Er is een kantine aanwezig, verkleedcabines, kluisjes, en in het zwemgedeelte is een kleine sauna. Er is een 25m-bad met zes wedstrijdbanen, een kleine tribune en een beweegbare bodem. Aan de andere zijde is een ondiep bad voor kleine kinderen en een speelbad met een glijbaan.

## Geschiedenis
In 1951 werd er een buitenbad gebouwd langs 's-Gravensloot nabij het huidige Batenstein. Rond 1970 werd hier een 25m-binnenbad aangelegd met de naam Het Batensteinbad. In 1973 werd op de plek van het buitenbad een 50m-buitenbad aangelegd met springplank en weide, dat bekendstond als 'het polobad'. In de jaren tachtig werd buiten een waterglijbaan gebouwd, maar op 30 juni 1994 besloot de gemeenteraad dat het buitenbad gesloten zou worden, met de bedoeling villa's op het terrein te bouwen. Op 31 augustus 1994 was er de laatste kans om in het polobad te zwemmen. Op 27 februari 1995 werd daadwerkelijk begonnen met de sloop van het buitenbad. Op het terrein van het zwembad zelf werd uiteindelijk alleen een parkeerplaats gemaakt, en werden de huizen gebouwd op het voormalige voetbalveld dat naast het zwembad lag. Het binnenbad is gebleven, en wordt voor zwemles en trainingen van de lokale zwemclubs en waterpolo-vereniging gebruikt.
In 2016 werd op het buitenterrein een speelgebied aangelegd, dat onafhankelijk van het zwembad toegankelijk is.